# Ikas TV-kalas
Ikas TV-kalas var en serie barnprogram i nio delar som sändes 24 mars-26 maj 1990 i SVT:s Kanal 1.
Programmet var en fristående fortsättning på Ika i rutan från två år tidigare. Medverkade gjorde Ika Nord, som även skrev manus tillsammans med Lars Demian, som även gjorde vinjettmusiken. För regin stod Tomas Alfredson.
Programmet bestod i att Ika agerade olika roller i en blå schackrutig studio tillsammans med skelettet Åke.

## Avsnitt
1. Rika Ika
2. Vem har lust att städa?
3. Arg
4. Jakten på den försvunna grisen
5. Den fantastiska Ika-kavalkaden
6. Rekord! Senaste nytt från Ika Stadion.
7. Åke och kärleken
8. Fotboll från Belgien
9. Finalkavalkaden[8]